# بادي فان هورن
بادي فـان هورن (بالإنجليزية: Buddy Van Horn)‏ هو ممثل أمريكي، ولد في 20 أغسطس 1929 في الولايات المتحدة.

## أعمال

### أفلام
- (1960) سبارتاكوس[4][5]
- (1980) اني ويتش واي يو كان[6]
- (1985) بال رايدر[7]
- (1988) البركة الميتة
- (1997) السلطة المطلقة[8]

## وصلات خارجية
- بادي فـان هورن على موقع IMDb (الإنجليزية)
- بادي فـان هورن على موقع ألو سيني (الفرنسية)
- بادي فـان هورن على موقع أول موفي (الإنجليزية)
- بادي فـان هورن على موقع قاعدة بيانات الأفلام السويدية (السويدية)
- بادي فـان هورن على موقع قاعدة بيانات الفيلم (الإنجليزية)
- بادي فـان هورن على موقع كينوبويسك (الروسية)